# 입스안데어도나우
입스안데어도나우(독일어: Ybbs an der Donau)는 오스트리아 니더외스터라이히주에 위치한 도시로 면적은 23.82km2, 높이는 224m, 인구는 5,675명(2016년 1월 1일 기준), 인구 밀도는 240명/km2이다.

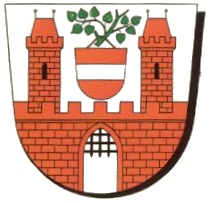
시 문장